# Come Undone (Duran Duran)
Come Undone is een nummer van de Britse band Duran Duran uit 1993. Het is de tweede single van hun titelloze zevende studioalbum, dat ook bekendstaat als The Wedding Album.
Net als met voorganger "Ordinary World", probeert Duran Duran zich ook met "Come Undone" een meer volwassen geluid aan te meten. Op die manier probeert de band mee te groeien met hun publiek. Volgens frontman Simon le Bon gaat het nummer over iemand die voor het eerst verliefd wordt. De plaat kende succes in thuisland het Verenigd Koninkrijk met een 6e positie. In Nederland was het nummer minder succesvol; daar werd de 16e positie in de Tipparade gehaald.